# この茫漠たる荒野で
『この茫漠たる荒野で』（原題: News of the World）は2020年に公開されたアメリカ合衆国の西部劇映画である。監督はポール・グリーングラス、主演はトム・ハンクスが務めた。本作は ポーレット・ジルズが2016年に上梓した小説『News of the World』を原作としている。
本作は日本国内で劇場公開されなかったが、2021年2月10日にNetflixによって配信された。

## 概略
1870年。退役軍人のジェファーソン・カイル・キッドは街から街へと渡り歩き、新聞のニュースを読み聞かせることで生計を立てていた。そんなある日、ジェファーソンは道中でひっくり返された荷馬車を発見した。その荷馬車の中には先住民の衣服に身を包んだ白人の少女ジョハンナがいた。巡回中の軍人から「軍の検問所が近くにあるので、彼女をそこまで連れて行ってほしい。職員がその子を親族に引き渡す手はずを整えてくれるはずだから。」と頼まれたため、ジェファーソンは渋々ジョハンナを検問所まで連れて行くことにした。
検問所に到着したジェファーソンだったが、「責任者は出張で3ヶ月間戻ってこない」と言われた。やむなく、ジェファーソンは自力でジョハンナの親族を探し出し、彼女を送り届けることにした。共通点がほとんどない2人は最初のうちこそ、コミュニケーションを取ることすらできないという有様だったが、過酷な旅を通して深い絆を結んでいくのだった。

## キャスト
※括弧内は日本語吹替。
- ジェファーソン・カイル・キッド：トム・ハンクス（江原正士[4]）
- ジョハンナ・レオンベルガー/シカダ：ヘレナ・ゼンゲル（淺岡和花[4]）
- アルメイ：マイケル・コヴィーノ（中村章吾[4]）
- ジョン・カリー：フレッド・ヘッキンジャー（榎木淳弥）
- ヴィルヘルム・レオンベルガー：ニール・サンディランズ
- メリット・ファーリー：トーマス・フランシス・マーフィ（津田英三）
- ドリス・ブードリン：メア・ウィニンガム（山口協佳）
- エラ・ガネット：エリザベス・マーヴェル（水野ゆふ）
- チャールズ・エッジフィールド：チュク・イウジ
- サイモン・ブードリン：レイ・マッキノン（佐々木睦）
- ウィリー・ブランホルム：ビル・キャンプ
- ベンジャミン・ファーリー：ガブリエル・イーバート（俊藤光利）
- トム・ファーリー：クリント・オーベンチェイン（田所陽向）

## 製作
2017年5月11日、フォックス2000ピクチャーズがポーレット・ジルズの小説『News of the World』の映画化権を獲得し、トム・ハンクスを主演に起用したとの報道があった。2019年2月6日、ポール・グリーングラスに本作の監督オファーが出ていると報じられた。4月、ディズニーが21世紀フォックスを買収した際、本作の権利がユニバーサル・ピクチャーズに売却された。8月、ヘレナ・ゼンゲル、マイケル・コヴィーノ、フレッド・ヘッキンジャーの出演が決まった。9月、トーマス・フランシス・マーフィがキャスト入りした。

### 撮影・音楽
2019年9月2日、本作の主要撮影がニューメキシコ州サンタフェで始まった。2020年7月1日、ジェームズ・ニュートン・ハワードが本作で使用される楽曲を手がけるとの報道があった。12月11日、バック・ロット・ミュージックが本作のサウンドトラックを発売した。

## マーケティング・興行収入
2020年10月6日、本作のティーザー・トレイラーが公開された。22日、本作のオフィシャル・トレイラーが公開された。
本作は『ほんとうのピノッキオ』、『プロミシング・ヤング・ウーマン』、『ワンダーウーマン 1984』と同じ週に封切られ、公開初週末に400万ドル前後を稼ぎ出すと予想されていたが、実際の数字はこれを下回るものとなった。2020年12月25日、本作は全米1900館で公開され、公開初週末に225万ドルを稼ぎ出し、週末興行収入ランキング初登場2位となった。

## 評価
本作は批評家から高く評価されている。映画批評集積サイトのRotten Tomatoesには191件のレビューがあり、批評家支持率は87%、平均点は10点満点で7.4点となっている。サイト側による批評家の見解の要約は「『この茫漠たる荒野で』のストーリーは西部劇のストーリーとしてはありふれたものだが、保護者役のトム・ハンクスの名演もあり、どこか心を落ち着かせてくれるものがある。そのストーリーはゆったりとしたテンポで進むが、観客の心はグッと引き寄せられる。」となっている。また、Metacriticには37件のレビューがあり、加重平均値は74/100となっている。なお、本作のCinemaScoreはB+となっている。